# Eleições legislativas de 2009 em Almada

## Resultados Oficiais
| Partido                 | Partido                        | Votos   | %               | +/-   |
| ----------------------- | ------------------------------ | ------- | --------------- | ----- |
|                         | Partido Socialista             | 31 702  | 35,57 / 100,00  | 8,33  |
|                         | Partido Social Democrata       | 16 556  | 18,57 / 100,00  | 0,70  |
|                         | Coligação Democrática Unitária | 15 474  | 17,36 / 100,00  | 0,06  |
|                         | Bloco de Esquerda              | 11 699  | 13,12 / 100,00  | 2,83  |
|                         | CDS – Partido Popular          | 8 100   | 9,09 / 100,00   | 3,50  |
|                         | PCTP/MRPP                      | 997     | 1,12 / 100,00   | 0,12  |
|                         | Outros                         | 1 638   | 1,83 / 100,00   |       |
| Votos Inválidos         | Votos Inválidos                | 2 971   | 3,34 / 100,00   | 0,48  |
| Total                   | Total                          | 89 137  | 100,00 / 100,00 |       |
| Eleitorado/Participação | Eleitorado/Participação        | 146 389 | 60,89 / 100,00  | 5,19  |
| Fonte                   | Fonte                          | [ 1 ]   | [ 1 ]           | [ 1 ] |

## Resultados por Freguesia
Os resultados seguintes referem-se aos partidos que obtiveram mais de 1,00% dos votos:
| Freguesia            | %     | %     | %     | %     | %     | %    | Votantes |
| Freguesia            | PS    | PSD   | CDU   | BE    | CDS   | PCTP | Votantes |
| -------------------- | ----- | ----- | ----- | ----- | ----- | ---- | -------- |
| Almada               | 35,44 | 20,06 | 18,43 | 12,45 | 8,20  | 1,05 | 11 153   |
| Cacilhas             | 35,93 | 20,33 | 16,86 | 13,18 | 7,96  | 0,88 | 4 408    |
| Caparica             | 36,92 | 13,99 | 19,61 | 13,51 | 8,65  | 1,49 | 8 862    |
| Charneca de Caparica | 36,78 | 22,02 | 12,38 | 12,17 | 10,39 | 0,98 | 12 556   |
| Costa de Caparica    | 32,66 | 26,94 | 11,51 | 11,76 | 11,23 | 0,90 | 6 414    |
| Cova da Piedade      | 36,01 | 17,63 | 18,64 | 14,22 | 7,74  | 0,98 | 12 571   |
| Feijó                | 35,47 | 15,82 | 19,48 | 13,73 | 8,89  | 1,33 | 9 364    |
| Laranjeiro           | 37,14 | 14,75 | 19,58 | 13,02 | 9,26  | 1,11 | 10 459   |
| Pragal               | 33,13 | 20,07 | 17,06 | 13,35 | 9,54  | 1,12 | 3 827    |
| Sobreda              | 32,31 | 19,58 | 16,56 | 13,68 | 10,51 | 1,25 | 6 564    |
| Trafaria             | 35,79 | 13,42 | 23,35 | 13,72 | 7,30  | 1,32 | 2 959    |
| Almada               | 35,57 | 18,57 | 17,36 | 13,12 | 9,09  | 1,12 | 89 137   |

#### Almada
| Partido                 | Partido                        | Votos  | %               | +/-  |
| ----------------------- | ------------------------------ | ------ | --------------- | ---- |
|                         | Partido Socialista             | 3 953  | 35,44 / 100,00  | 7,75 |
|                         | Partido Social Democrata       | 2 237  | 20,06 / 100,00  | 1,51 |
|                         | Coligação Democrática Unitária | 2 055  | 18,43 / 100,00  | 0,55 |
|                         | Bloco de Esquerda              | 1 388  | 12,45 / 100,00  | 2,27 |
|                         | CDS – Partido Popular          | 914    | 8,20 / 100,00   | 2,56 |
|                         | PCTP/MRPP                      | 117    | 1,05 / 100,00   | 0,16 |
|                         | Outros                         | 181    | 1,62 / 100,00   |      |
| Votos Inválidos         | Votos Inválidos                | 308    | 2,76 / 100,00   | 0,01 |
| Total                   | Total                          | 11 153 | 100,00 / 100,00 |      |
| Eleitorado/Participação | Eleitorado/Participação        | 18 021 | 61,89 / 100,00  | 3,85 |

#### Cacilhas
| Partido                 | Partido                        | Votos | %               | +/-  |
| ----------------------- | ------------------------------ | ----- | --------------- | ---- |
|                         | Partido Socialista             | 1 584 | 35,93 / 100,00  | 7,12 |
|                         | Partido Social Democrata       | 896   | 20,33 / 100,00  | 1,54 |
|                         | Coligação Democrática Unitária | 743   | 16,86 / 100,00  | 0,12 |
|                         | Bloco de Esquerda              | 581   | 13,18 / 100,00  | 2,47 |
|                         | CDS – Partido Popular          | 351   | 7,96 / 100,00   | 1,73 |
|                         | Outros                         | 126   | 2,85 / 100,00   |      |
| Votos Inválidos         | Votos Inválidos                | 127   | 2,88 / 100,00   | 0,16 |
| Total                   | Total                          | 4 408 | 100,00 / 100,00 |      |
| Eleitorado/Participação | Eleitorado/Participação        | 7 000 | 62,97 / 100,00  | 2,92 |

#### Caparica
| Partido                 | Partido                        | Votos  | %               | +/-  |
| ----------------------- | ------------------------------ | ------ | --------------- | ---- |
|                         | Partido Socialista             | 3 272  | 36,92 / 100,00  | 7,99 |
|                         | Coligação Democrática Unitária | 1 738  | 19,61 / 100,00  | 1,06 |
|                         | Partido Social Democrata       | 1 240  | 13,99 / 100,00  | 0,54 |
|                         | Bloco de Esquerda              | 1 197  | 13,51 / 100,00  | 3,60 |
|                         | CDS – Partido Popular          | 767    | 8,65 / 100,00   | 4,27 |
|                         | PCTP/MRPP                      | 132    | 1,49 / 100,00   | 0,05 |
|                         | Outros                         | 202    | 2,27 / 100,00   |      |
| Votos Inválidos         | Votos Inválidos                | 314    | 3,54 / 100,00   | 0,71 |
| Total                   | Total                          | 8 862  | 100,00 / 100,00 |      |
| Eleitorado/Participação | Eleitorado/Participação        | 16 139 | 54,91 / 100,00  | 8,29 |

#### Charneca de Caparica
| Partido                 | Partido                        | Votos  | %               | +/-  |
| ----------------------- | ------------------------------ | ------ | --------------- | ---- |
|                         | Partido Socialista             | 4 618  | 36,78 / 100,00  | 6,49 |
|                         | Partido Social Democrata       | 2 765  | 22,02 / 100,00  | 0,77 |
|                         | Coligação Democrática Unitária | 1 554  | 12,38 / 100,00  | 0,42 |
|                         | Bloco de Esquerda              | 1 528  | 12,17 / 100,00  | 2,62 |
|                         | CDS – Partido Popular          | 1 304  | 10,39 / 100,00  | 3,88 |
|                         | Outros                         | 341    | 2,71 / 100,00   |      |
| Votos Inválidos         | Votos Inválidos                | 446    | 3,55 / 100,00   | 0,53 |
| Total                   | Total                          | 12 556 | 100,00 / 100,00 |      |
| Eleitorado/Participação | Eleitorado/Participação        | 19 316 | 65,00 / 100,00  | 4,58 |

#### Costa da Caparica
| Partido                 | Partido                        | Votos  | %               | +/-  |
| ----------------------- | ------------------------------ | ------ | --------------- | ---- |
|                         | Partido Socialista             | 2 095  | 32,66 / 100,00  | 5,86 |
|                         | Partido Social Democrata       | 1 728  | 26,94 / 100,00  | 0,70 |
|                         | Bloco de Esquerda              | 754    | 11,76 / 100,00  | 1,72 |
|                         | Coligação Democrática Unitária | 738    | 11,51 / 100,00  | 0,84 |
|                         | CDS – Partido Popular          | 720    | 11,23 / 100,00  | 3,07 |
|                         | Outros                         | 181    | 2,82 / 100,00   |      |
| Votos Inválidos         | Votos Inválidos                | 198    | 3,09 / 100,00   | 0,15 |
| Total                   | Total                          | 6 414  | 100,00 / 100,00 |      |
| Eleitorado/Participação | Eleitorado/Participação        | 10 792 | 59,43 / 100,00  | 3,84 |

#### Cova da Piedade
| Partido                 | Partido                        | Votos  | %               | +/-  |
| ----------------------- | ------------------------------ | ------ | --------------- | ---- |
|                         | Partido Socialista             | 4 527  | 36,01 / 100,00  | 9,13 |
|                         | Coligação Democrática Unitária | 2 343  | 18,64 / 100,00  | 0,05 |
|                         | Partido Social Democrata       | 2 216  | 17,63 / 100,00  | 1,34 |
|                         | Bloco de Esquerda              | 1 788  | 14,22 / 100,00  | 3,42 |
|                         | CDS – Partido Popular          | 973    | 7,74 / 100,00   | 3,09 |
|                         | Outros                         | 338    | 2,68 / 100,00   |      |
| Votos Inválidos         | Votos Inválidos                | 386    | 3,07 / 100,00   | 0,41 |
| Total                   | Total                          | 12 571 | 100,00 / 100,00 |      |
| Eleitorado/Participação | Eleitorado/Participação        | 19 794 | 63,51 / 100,00  | 3,89 |

#### Feijó
| Partido                 | Partido                        | Votos  | %               | +/-   |
| ----------------------- | ------------------------------ | ------ | --------------- | ----- |
|                         | Partido Socialista             | 3 321  | 35,47 / 100,00  | 10,48 |
|                         | Coligação Democrática Unitária | 1 824  | 19,48 / 100,00  | 0,75  |
|                         | Partido Social Democrata       | 1 481  | 15,82 / 100,00  | 1,41  |
|                         | Bloco de Esquerda              | 1 286  | 13,73 / 100,00  | 2,91  |
|                         | CDS – Partido Popular          | 832    | 8,89 / 100,00   | 4,04  |
|                         | PCTP/MRPP                      | 125    | 1,33 / 100,00   | 0,19  |
|                         | Outros                         | 159    | 1,70 / 100,00   |       |
| Votos Inválidos         | Votos Inválidos                | 336    | 3,59 / 100,00   | 0,49  |
| Total                   | Total                          | 9 364  | 100,00 / 100,00 |       |
| Eleitorado/Participação | Eleitorado/Participação        | 14 636 | 63,98 / 100,00  | 6,42  |

#### Laranjeiro
| Partido                 | Partido                        | Votos  | %               | +/-  |
| ----------------------- | ------------------------------ | ------ | --------------- | ---- |
|                         | Partido Socialista             | 3 884  | 37,14 / 100,00  | 8,75 |
|                         | Coligação Democrática Unitária | 2 048  | 19,58 / 100,00  | 0,25 |
|                         | Partido Social Democrata       | 1 543  | 14,75 / 100,00  | 0,08 |
|                         | Bloco de Esquerda              | 1 362  | 13,02 / 100,00  | 2,89 |
|                         | CDS – Partido Popular          | 968    | 9,26 / 100,00   | 4,15 |
|                         | PCTP/MRPP                      | 116    | 1,11 / 100,00   | 0,08 |
|                         | Outros                         | 195    | 1,87 / 100,00   |      |
| Votos Inválidos         | Votos Inválidos                | 343    | 3,28 / 100,00   | 0,61 |
| Total                   | Total                          | 10 459 | 100,00 / 100,00 |      |
| Eleitorado/Participação | Eleitorado/Participação        | 19 004 | 55,04 / 100,00  | 7,40 |

#### Pragal
| Partido                 | Partido                        | Votos | %               | +/-  |
| ----------------------- | ------------------------------ | ----- | --------------- | ---- |
|                         | Partido Socialista             | 1 268 | 33,13 / 100,00  | 8,43 |
|                         | Partido Social Democrata       | 768   | 20,07 / 100,00  | 1,89 |
|                         | Coligação Democrática Unitária | 653   | 17,06 / 100,00  | 0,07 |
|                         | Bloco de Esquerda              | 511   | 13,35 / 100,00  | 1,83 |
|                         | CDS – Partido Popular          | 365   | 9,54 / 100,00   | 3,19 |
|                         | PCTP/MRPP                      | 43    | 1,12 / 100,00   | 0,33 |
|                         | Outros                         | 72    | 1,87 / 100,00   |      |
| Votos Inválidos         | Votos Inválidos                | 147   | 3,84 / 100,00   | 0,47 |
| Total                   | Total                          | 3 827 | 100,00 / 100,00 |      |
| Eleitorado/Participação | Eleitorado/Participação        | 6 434 | 59,48 / 100,00  | 5,81 |

#### Sobreda
| Partido                 | Partido                        | Votos  | %               | +/-   |
| ----------------------- | ------------------------------ | ------ | --------------- | ----- |
|                         | Partido Socialista             | 2 121  | 32,31 / 100,00  | 11,13 |
|                         | Partido Social Democrata       | 1 285  | 19,58 / 100,00  | 1,17  |
|                         | Coligação Democrática Unitária | 1 087  | 16,56 / 100,00  | 0,47  |
|                         | Bloco de Esquerda              | 898    | 13,68 / 100,00  | 4,04  |
|                         | CDS – Partido Popular          | 690    | 10,51 / 100,00  | 4,33  |
|                         | PCTP/MRPP                      | 82     | 1,25 / 100,00   | 0,30  |
|                         | Outros                         | 129    | 1,96 / 100,00   |       |
| Votos Inválidos         | Votos Inválidos                | 276    | 4,14 / 100,00   | 0,99  |
| Total                   | Total                          | 6 564  | 100,00 / 100,00 |       |
| Eleitorado/Participação | Eleitorado/Participação        | 10 123 | 64,84 / 100,00  | 3,74  |

#### Trafaria
| Partido                 | Partido                        | Votos | %               | +/-  |
| ----------------------- | ------------------------------ | ----- | --------------- | ---- |
|                         | Partido Socialista             | 1 059 | 35,79 / 100,00  | 7,39 |
|                         | Coligação Democrática Unitária | 691   | 23,35 / 100,00  | 1,73 |
|                         | Bloco de Esquerda              | 406   | 13,72 / 100,00  | 2,98 |
|                         | Partido Social Democrata       | 397   | 13,42 / 100,00  | 0,37 |
|                         | CDS – Partido Popular          | 216   | 7,30 / 100,00   | 2,20 |
|                         | PCTP/MRPP                      | 39    | 1,32 / 100,00   | 0,10 |
|                         | Outros                         | 57    | 1,93 / 100,00   |      |
| Votos Inválidos         | Votos Inválidos                | 94    | 3,18 / 100,00   | 0,31 |
| Total                   | Total                          | 2 959 | 100,00 / 100,00 |      |
| Eleitorado/Participação | Eleitorado/Participação        | 5 130 | 57,68 / 100,00  | 5,97 |